# داريا ماروز
داريا ماروز (بالروسية: Да́рья Ю́рьевна Моро́з) (مواليد 1 سبتمبر 1983 في سانت بطرسبرغ)، هي ممثلة روسية بدأت مسيرتها الفنية عام 1984.

## أعمالها
- الأحمق (2014)
- الفجر هنا هادئ (2015)

## وصلات خارجية
- داريا ماروز على موقع IMDb (الإنجليزية)
- داريا ماروز على موقع قاعدة بيانات الفيلم (الإنجليزية)
- داريا ماروز على موقع كينوبويسك (الروسية)